# Jacinta Price
Jacinta Nampijinpa Price, née à Darwin le 12 mai 1981, est une figure médiatique puis femme politique australienne.

## Biographie

### Jeunesse et débuts
Sa mère, Bess Price, est issue du peuple warlpiri (en), un peuple aborigène du Territoire du Nord ; membre du Parti rural libéral, elle est la ministre des Services locaux dans le gouvernement du Territoire de 2013 à 2016. Jacinta Price se définit comme warlpiri et celte, son père étant d'ascendance irlandaise,. Elle grandit entre Alice Springs et Yuendumu (en) où vit sa famille maternelle. Son frère aîné meurt d'une leucémie quand elle a quatre ans et lui dix, et dans leur communauté aborigène pauvre, elle voit plusieurs membres de sa famille mourir d'alcoolisme dû au désespoir. Elle voit aussi des membres de sa famille aborigène commettre ou subir des violences conjugales et sexuelles, dont des victimes de violences pédophiles familiales. L'une de ses tantes maternelles, victime d'un enlèvement, disparaît à l'âge de 14 ans,,. Très bonne élève à l'école, Jacinta Price est « la seule fille dans l'équipe de cricket de son école primaire ». Elle devient mère quand elle est encore lycéenne, et a trois enfants. Après avoir quitté son époux, elle subit à son tour des violences conjugales durant une nouvelle relation.
De 2007 à 2015 elle est l'une des principales figures de l'émission télévisée pour enfants Yamba’s Playtime dans le Territoire du Nord. Elle est également chanteuse de musique folk, avec un disque, Dry River, paru en 2013. S'engageant politiquement à droite comme sa mère, elle explique vouloir apporter un changement positif aux communautés autochtones ravagées par leurs violences internes, qu'elle perçoit comme éclipsées aux yeux du grand public par une « romantisation de la population et de la culture aborigènes ». Elle est élue au conseil municipal d'Alice Springs en 2015 ; elle en devient maire adjointe en 2020,. Dans le même temps, elle est régulièrement invitée par la chaîne de télévision conservatrice Sky News Australia, et citée par les organes de presse de News Corp, pour parler des problèmes de violence (notamment conjugale) et d'alcoolisme dans les communautés aborigènes du Territoire du Nord, et pour dénoncer le silence des progressistes sur ces sujets qui affectent la vie quotidienne de beaucoup d'Aborigènes. En 2020 elle accuse la branche australienne du mouvement Black Lives Matter et une partie de la gauche de ne se soucier aucunement des vies d'Australiens noirs (aborigènes) tués par d'autres Australiens noirs.

### Carrière politique fédérale
Candidate malheureuse pour le Parti rural libéral dans la circonscription de Lingiari aux élections législatives fédérales de 2019, elle est élue sénatrice du Territoire du Nord au Sénat australien aux élections de 2022. Lors de son premier discours au Sénat, elle appelle à un déploiement des forces de l'ordre pour protéger les enfants et les adultes victimes de violences endémiques dans des communautés aborigènes rurales, et dénonce ceux qui, à ses yeux, préfèrent faire preuve de vertu ostentatoire plutôt que reconnaître et combattre le fléau de ces violences. Elle souligne qu'au cours des trente années passées, « plus de 750 Australiens autochtones ont été assassinés par d'autres Australiens autochtones », et argue que pour faire baisser le taux d'incarcération des Aborigènes il faut s'attaquer au taux de criminalité dans ces communautés. Elle appelle également à aider le développement dans ces communautés de petites et moyennes entreprises pouvant créer des emplois et aider les populations à briser « les chaînes de la dépendance aux aides sociales »,.
Elle devient (avec l'appui de Warren Mundine) la principale figure de la campagne pour le « non » au référendum constitutionnel de 2023 qui propose la création d'une « Voix des Premières Nations » pour conseiller le gouvernement et le Parlement fédéraux. Elle reproche d'une part à cette proposition son caractère flou, le gouvernement ne devant dévoiler qu'après le référendum le détail de ce que cet organe sera en pratique. Elle estime d'autre part qu'une Voix au niveau national ne serait pas représentative, lui préférant des instances représentatives au niveau local. Le 18 avril 2023, Peter Dutton, le chef de l'opposition parlementaire et chef de la Coalition des partis de droite, la nomme ministre fantôme aux Australiens autochtones dans son cabinet fantôme ; elle y remplace Julian Leeser (en), qui soutient la campagne pour le « oui »,,. Elle devient alors l'une des personnalités politiques australiennes les plus suivies sur les réseaux sociaux, et reçoit dans le même temps de nombreuses menaces de mort de la part de partisans du « oui » ; le jour du référendum, où le « non » l'emporte à 60,1 % alors que les premiers sondages prévoyaient une large victoire du « oui », la maison de ses parents est vandalisée.
En janvier 2025, Peter Dutton la nomme ministre fantôme de l'efficacité gouvernementale dans son cabinet fantôme, une décision qui est perçue comme un écho au département de l'Efficacité gouvernementale créé par Donald Trump et Elon Musk aux États-Unis, et comme un élément du virage trumpiste de l'équipe de Peter Dutton. La Coalition connaît son pire résultat de l'Histoire aux élections fédérales de mai 2025. Peu après ces élections, Jacinta Price, qui en tant qu'élue du Parti rural libéral pouvait « choisir de siéger soit avec les Nationaux soit avec les Libéraux » et avait siégé dans le groupe parlementaire du Parti national depuis 2022, décide de siéger désormais dans le groupe parlementaire du Parti libéral, le principal parti de la Coalition. Sous la nouvelle cheffe des Libéraux, Sussan Ley, Jacinta Price n'est pas maintenue au Cabinet fantôme, étant rétrogradée à la fonction de ministre fantôme de l'industrie de la défense, en dehors du Cabinet fantôme. Sussan Ley abroge la fonction de ministre fantôme de l'efficacité gouvernementale.